# Hans Spiecker

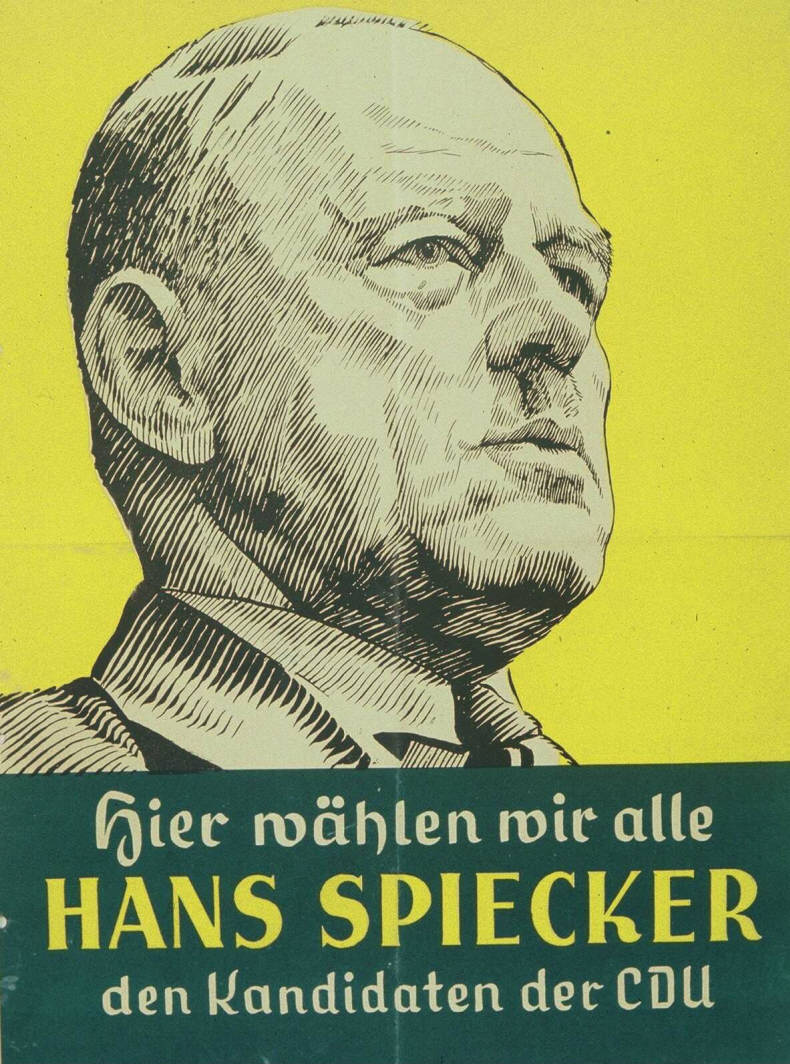
Hans Spiecker auf einem Wahlplakat zur Bundestagswahl 1949

Hans Spiecker (* 25. Februar 1891 in Herchen; † 24. Dezember 1968 in Essen) war ein deutscher Politiker (CDU). Er war von 1950 bis 1962 Mitglied des Landtags von Nordrhein-Westfalen.

## Leben
Nachdem Hans Spiecker das Gymnasium mit dem Abitur abgeschlossen hatte, studierte er evangelische Theologie und Philologie. Im Jahr 1914 legte er seine philologische Staatsprüfung ab. Ab 1919 war er als Gymnasiallehrer tätig.
Vor 1933 war er Vorsitzender des Christlich-Sozialen Volksdienstes in Essen und von 1929 bis 1933 Stadtverordneter. 1946 wurde er stellvertretender Kreisvorsitzender der Essener CDU. Vom Januar 1946 bis 1948 war er Ratsherr der Stadt Essen. Spiecker wurde von der zweiten bis zur vierten Wahlperiode jeweils als Direktkandidat der CDU im Wahlkreis 66 (Essen-Werden-Kupferdreh bzw. Essen VII) in den nordrhein-westfälischen Landtag gewählt. Er war Abgeordneter vom 5. Juli 1950 bis zum 20. Juli 1962.